# Signaldisciplin
Signaldisciplin är ett militärt begrepp som omfattar metoder för att på ett så effektivt sätt som möjligt föra över meddelanden på olika typer av sambandsmedel.
För att upprätthålla en god signaldisciplin är det viktigt att följa ett uppgjort schema för när och hur signaleringen skall ske, att använda rätt terminologi, att använda i förhand fastställda anropssignaler, samt att använda sig av korrekt bokstavering och ett vårdat språk.
Signaldisciplin kan även omfatta användandet av endast anbefallda sambandsmedel, av korrekta blankettformat och att sända och mottagna meddelanden behandlas enligt fastslagen rutin.